# Walter Morath
Walter Morath (* 26. September 1918 in Basel; † 3. Juli 1995 ebenda) war ein Schweizer Kabarettist.

## Leben und Werk

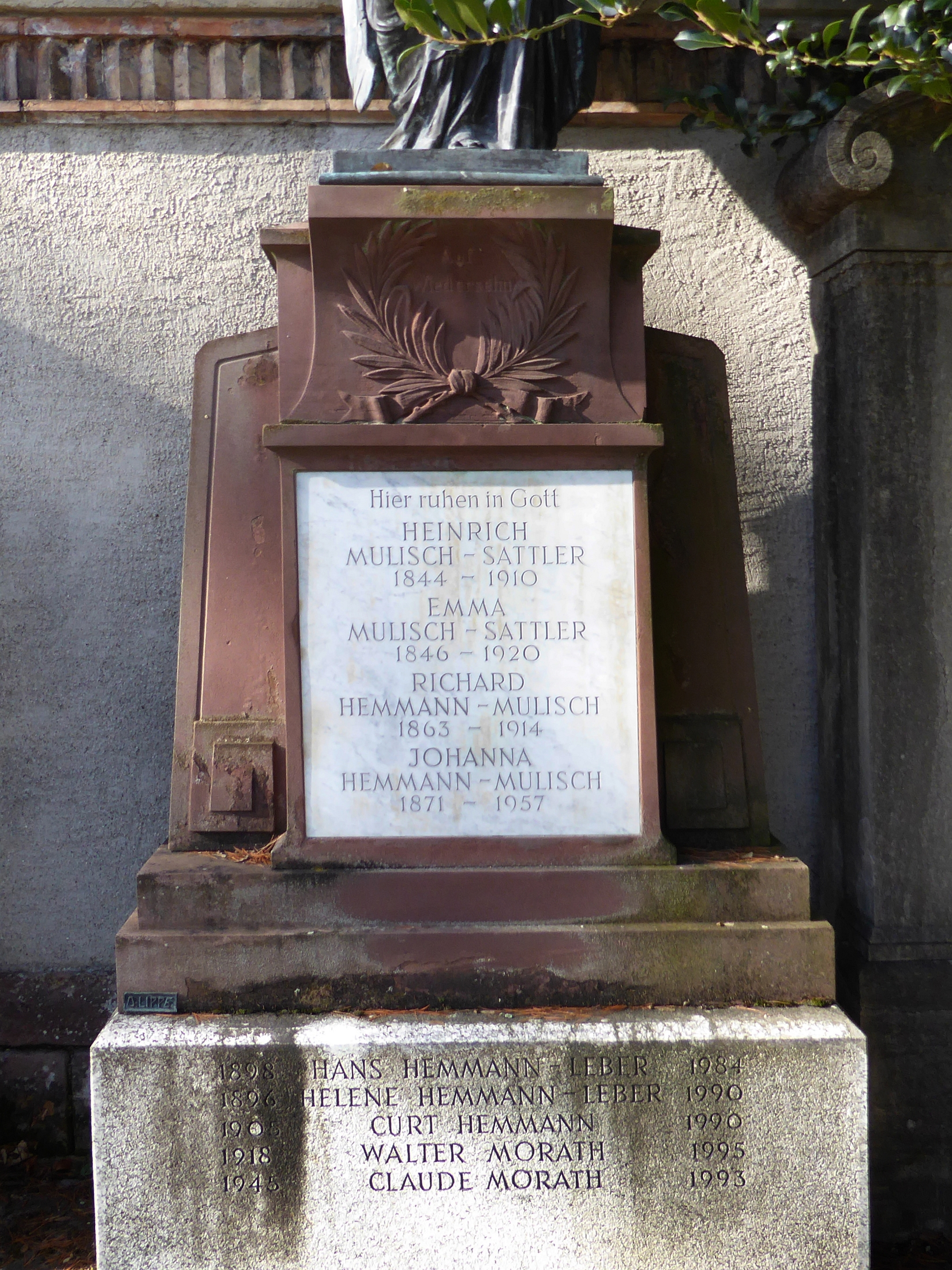
Grab auf dem Wolfgottesacker, Basel. Grabmal von Steinbildhauer Oscar Lippe.

Nach der Gymnasialzeit sahen Mutter und Stiefvater zunächst eine bürgerliche Laufbahn für Walter Morath vor und er belegte ein  Germanistikstudium zwecks Anstellung als Deutschlehrer. Nach knapp vier Semestern, während derer er bereits heimlich Schauspielunterricht nahm, verliess Morath  mit 21 Jahren Universität und Elternhaus, um sich dem Theater zu widmen. Er nahm am Konservatorium Basel Schauspielunterricht bei Gustav Hartung und erhielt in der Saison 1939/1940 ein erstes Engagement am Basler Stadttheater. Er spielte in Märchenproduktionen und schlug keine Rolle von der «schwefelgelben Blitzhexe mit rotzüngelndem Haar» bis zu den ersten Charakterdarstellungen aus. Ab der Saison 1941/42 wurde er am Städtebundtheater Biel-Solothurn unter der Leitung von Egon Neudegg engagiert. Nebenher absolvierte er den Militärdienst. Von 1943 bis 1946 trat Morath im Schauspielhaus Zürich unter der Leitung von Oscar Wälterlin auf, wo er die Rollen Acaste in Molières «Der Misanthrop», Biondello in Shakespeares «Der Widerspenstigen Zähmung», Jimmy Farrell in Synges «Der Held des Westerlandes» und Lakai Jascha in Tschechows «Der Kirschgarten» übernahm.
Das politische Kleintheater hatte Erfolg, unter anderem das Cabaret Cornichon, dem Morath bei Kriegsende beitrat, und dem er bis 1948 angehörte. Er lernte Voli Geiler kennen, die bereits zum Ensemble des Cornichon gehört. Ab 1948 wurde Walter Morath vor allem durch gemeinsame Auftritte mit Voli Geiler in einem Kabarett-Duo-Programm bekannt, feierte internationale Erfolge auf Tourneen in Südamerika und Israel, wo er nach dem Krieg als einer der ersten deutschsprachigen Künstler hinreiste. Fridolin Tschudi, Werner Wollenberger, C. F. Vaucher und Friedrich Dürrenmatt texteten für sie. Auf dem Höhepunkt der Karriere zogen sie sich 1970 als Kabarettduo zurück und arbeiteten separat als Bühnenschauspieler.
Morath erhielt mehrfach Anfragen von Film und Fernsehen, lehnte jedoch die meisten ab und spielte insgesamt in nur vier Filmen mit: «Matto regiert» (1947, Regie Leopold Lindtberg), «Bäckerei Zürrer» (1957) und «Der Teufel hat gut lachen» (1960), beide von Kurt Früh, «De Grotzepuur» (1975, Regie Mark M. Rissi). Im ZDF-Dreiteiler  «Babeck» (1968) verkörperte er einen Schweizer Waffenhändler.
Jahrelang arbeitete er fürs Schauspielhaus Zürich und fürs Theater Basel. In späteren Jahren machte er Produktionen für Radio und Fernsehen. Wie andere ältere Kollegen litt Morath unter dem Wandel, der sich in den 1970er Jahren auf den Bühnen vollzog, und den er als Niedergang der Theaterkultur empfand. Nach der Scheidung seiner zweiten Ehe übernahm er die Kinder.
Walter Morath fand seine letzte Ruhestätte auf dem Wolfgottesacker in Basel.